# Hieracium sabaudum
Hieracium sabaudum és una planta perenne de la familia de les asteràcies (compostes), subfamília cicoriòidies, que floreix cap a la fi de l'estiu i durant la primera meitat de la tardor.

## Morfologia
Planta d'alçada que pot variar d'uns 30 cm. a un metre, excepcionalment pot apropar-se als 2 m. formada per una única tija pilosa i bastant rígida.
Les fulles, més o menys irregularment dentades, les inferiors de forma lanceolada i breument peciolades, d'uns 10 cm o poc més de llargada, sovint algunes d'elles seques al moment de la florida. Més amunt, i decreixent més o menys ràpidament en mida, són séssils, de forma ovato-lanceolada, amb la base ampla i arrodonida. Aquest detall permet distingir aquesta planta del hieracium laevigatum, però no és difícil de trobar exemplars amb formes intermèdies que fan dubtosa la determinació. A l'anvers de les fulles, esparsos pèls simples i pèls asteriformes poc densos, al revers amb pèls simples més llargs i sovint més densos, especialment al nervi principal i també alguns asteriformes.
Inflorescència ramificada a la part superior, en forma de panícula. Peduncles amb abundants pèls asteriformes. Bràctees dels capítols aplicades, glabrescents, o poc glanduloses i piloses, estils sovint foscos, contrastant amb el groc de les lígules, aquestes només una mica piloses a la part inferior. Aquenis d'uns 4 mm, de llargada, negrosos. Receptacle de les llavors glabre, però sovint amb dents als marges dels alvèols que poden ser més llargues que el diàmetre d'aquests, i amb aspecte ciliiforme.

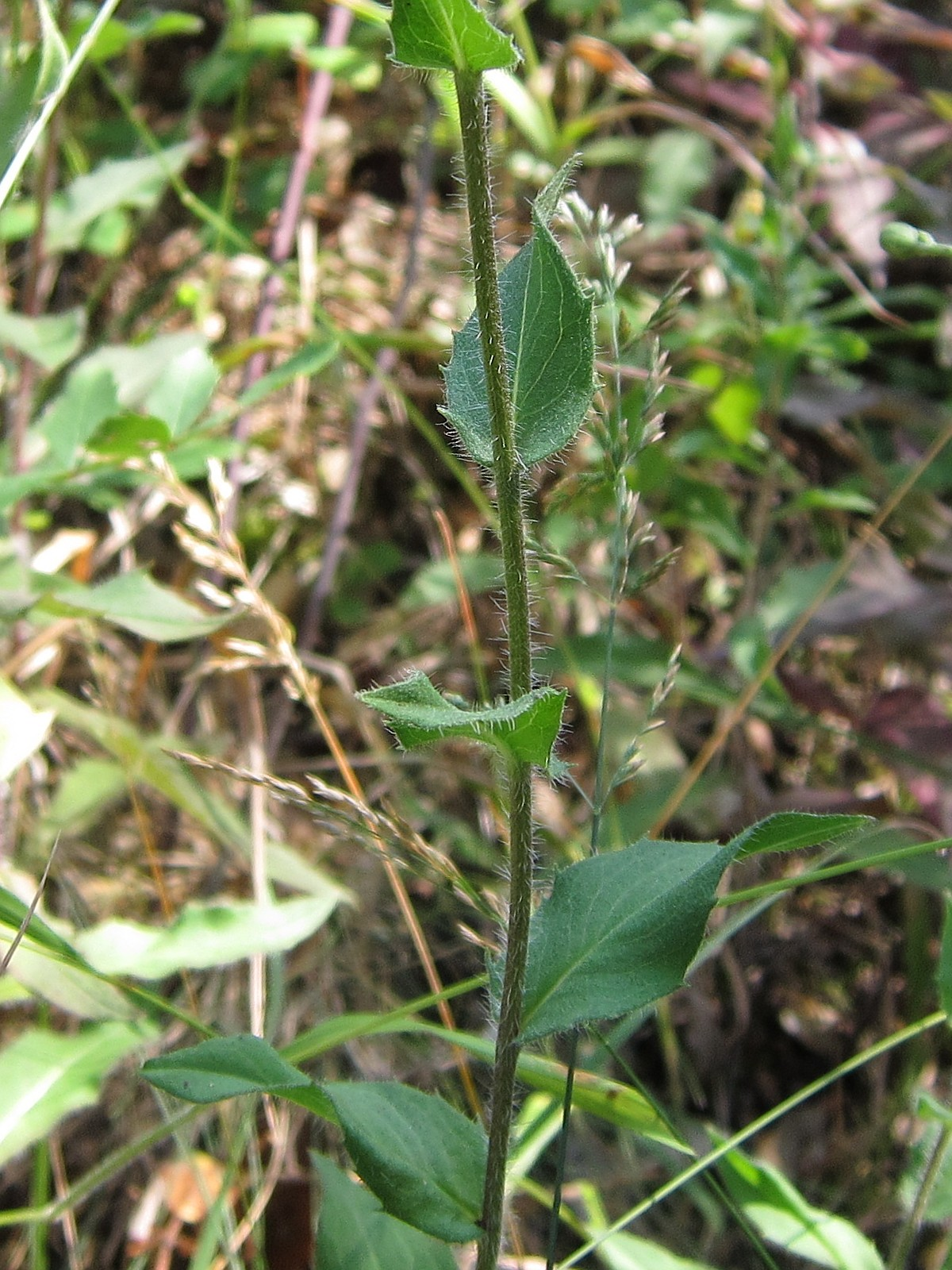
Fulles centrals de la tija
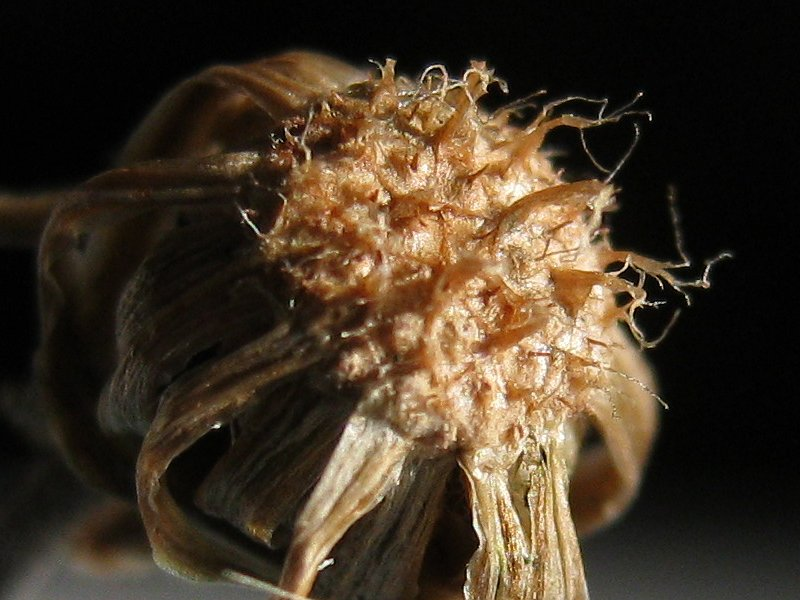
Receptacle un cop desaparegudes les llavors

## Hàbitat
Sempre sobre terreny silici, en ambients no gaire eixuts de vores de camins forestals, boscos prou clars o clarianes de bosc, preferentment amb un bon gruix de terra, només viuen bé en escletxes de roques en indrets molt humits.